# María Teresa Dalenz Zapata
María Teresa Dalenz Zapata (Chuquisaca, 23 de mayo de 1958) es una ingeniera civil y empresaria boliviana, primera mujer ingeniera en ocupar altos cargos en su país.

## Biografía
Nació en una provincia de La Paz, pero vivió durante su niñez y juventud en Oruro, donde realizó sus estudios. Estudió el bachiller en humanidades en el colegio Jesús María Oruro. En 1984 se licenció en Ingeniería Civil en la Universidad Técnica de Oruro, Sucre. Es diplomada en Gerencia de Construcción, en 2004. Y en 2005 realizó una Maestría en Comercio exterior por la Universidad Andina Simón Bolivar de Sucre.

### Trayectoria profesional
Desde 1985 es gerente propietaria de la empresa constructora Matersa. Ha participado en la construcción de obras como el edificio de la Facultad de Tecnología. Ha restaurado la catedral de Sucre. Ha construido el túnel Toloyo y el coliseo deportivo en Padilla. También es gerente propietaria del Hotel Glorieta en Sucre.
Ha ocupado diversos cargos en instituciones como vicepresidenta en la cámara departamental de la construcción en el período 1999 a 2000. Presidenta de la comisión de capacitación empresarial  de la cámara boliviana de la construcción en los años 2001-2003. Ha sido representante institucional ante el comité cívico de interés de Chuquisaca y tesorera del colegio de ingenieros civiles de Chuquisaca 2002-2002. Presidenta de la sociedad de ingenieros de Bolivia, Chuquisaca, 2003-2006. Directora nacional de la sociedad de ingenieros de Bolivia, 2006-2008 y presidenta de la misma en 2013-2014. Presidió la Fundación Amazonia en Bolivia en 2018. Y también fue presidenta de la unión panamericana de asociaciones de ingeniería (UPADI) gestión 2017-2019. De 2022 a 2024 forma parte del directorio del Colegio de Ingenieros mecánicos de Chuquisaca. Participó como conferenciante en el evento de la reunión de mujeres ingenieras en la Universidad  privada de Santa Cruz de la Sierra. Preside el comité de investigación del Rotary club de Sucre.

## Premios y reconocimientos
- 2017 Reconocimiento a la primera mujer ingeniera en ocupar altos cargos en el ámbito nacional.[1]
- 2019 Sociedad de ingenieros de Bolivia, pone el nombre de esta ingeniera a unos de los salones de la sociedad, en reconocimiento a su dedicación como Presidenta de la SIB Chuquisaca, Presidenta Nacional de la SIB y Presidente de la Unión Panamericana de Asociaciones de Ingenieros (UPADI).[9]